# Akron Goodyear Wingfoots 1939-1940
La stagione 1939-40 degli Akron Goodyear Wingfoots fu la 3ª nella NBL per la franchigia.
Gli Akron Goodyear Wingfoots arrivarono terzi nella Eastern Division con un record di 14-14, non qualificandosi per i play-off.

## Roster
| N° | Naz.                   | Ruolo | Sportivo       | Anno | Alt. | Peso |
| -- | ---------------------- | ----- | -------------- | ---- | ---- | ---- |
|    | Stati Uniti (bandiera) | GA    | Ben Stephens   | 1916 | 183  | 79   |
|    | Stati Uniti (bandiera) | G     | Howard Vocke   | 1915 | 183  | 86   |
|    | Stati Uniti (bandiera) | C     | Floyd Ebaugh   | 1914 | 201  | 104  |
|    | Stati Uniti (bandiera) | AC    | Jim Montgomery | 1915 | 191  | 86   |
|    | Stati Uniti (bandiera) | GA    | Gene Anderson  | 1917 | 188  | 86   |
|    | Stati Uniti (bandiera) | GA    | Jake Nagode    | 1915 | 188  | 77   |
|    | Stati Uniti (bandiera) | AC    | Ray Morstadt   | 1913 | 188  | 100  |
|    | Stati Uniti (bandiera) | GA    | Bill Lloyd     | 1915 | 188  | 82   |
|    | Stati Uniti (bandiera) | G     | Chuck Bloedorn | 1912 | 183  | 82   |
|    | Stati Uniti (bandiera) | A     | Nick Frascella | 1914 | 188  | 84   |
|    | Stati Uniti (bandiera) | AC    | Wilbur Fox     | 1919 | 196  | 84   |
|    | Stati Uniti (bandiera) | AC    | Joel Hitt      | 1916 | 188  | 82   |
|    | Stati Uniti (bandiera) | G     | Johnny McAdams | 1912 | 178  | 67   |

## Staff tecnico
- Allenatore: Ray Detrick